# Indicateur d'activité
Pour les articles homonymes, voir Indicateur et Activité.
Un indicateur d'activité (en anglais, throbber) est un composant d'interface graphique constitué d’une image qui s’anime lorsque le programme associé est en activité pour inviter l’utilisateur à patienter.

## Caractéristiques
Habituellement, l’indicateur d’activité se trouve à la droite de la barre de menu ou de la barre d'outils d’un programme. La forme de l'indicateur varie, mais il s’agit souvent du logo du programme utilisé ou de son éditeur. Une exception notable : les navigateurs livrés sur CD par les fournisseurs d'accès Internet contiennent habituellement des indicateurs d’activité personnalisés pour refléter l’identité des fournisseurs d’accès plutôt que celle de l’éditeur du navigateur.
Lorsque le programme est en attente d’une entrée, l’indicateur d’activité affiche une image fixe. Lorsque le programme est en exécution, l’indicateur s’anime pour laisser savoir à l'utilisateur que le programme est occupé. Lorsque le programme termine son exécution et est prêt à recevoir une nouvelle demande de l’utilisateur, l’indicateur retourne à son état statique.
Habituellement, l'utilisateur peut interagir avec le programme lorsque l’indicateur d’activité est animé ; par exemple, dans un navigateur web, l’utilisateur peut cliquer sur le bouton Arrêter pour interrompre le téléchargement d’une page ou cliquer sur un hyperlien pour interrompre le téléchargement de la page demandée précédemment et commencer le téléchargement d’une nouvelle page.
Lorsque l’indicateur d’activité affiche le logo de l’éditeur d’un logiciel, l’utilisateur obtiendra souvent le site Web de l’éditeur du logiciel en cliquant sur le logo.

## Historique
Le navigateur web Mosaic a été l’un des premiers (sinon le premier) logiciels à utiliser un indicateur d’activité au début des années 1990. L’indicateur affichait le logo de la NCSA qui s’animait lors du  téléchargement d'une page Web. Comme l'utilisateur pouvait interagir avec le programme durant le téléchargement d’une page, le curseur de la souris conservait son apparence normale, donc présentait une flèche et non un sablier. L’indicateur d’activité fournissait une indication visuelle que le programme effectuait une action tout en indiquant à l’utilisateur qu’il pouvait interagir avec le programme au besoin.
À cette époque, un clic sur l’indicateur d’activité mettait fin au téléchargement d’une page ; plus tard, les navigateurs web ont ajouté un bouton d'arrêt à cette fin.
Netscape, qui a rapidement remplacé Mosaic comme leader sur le marché des navigateurs web, utilisait aussi un indicateur d’activité. Dans la version 1.0 de Netscape, l’indicateur avait la forme d'un grand N bleu (le logo de Netscape à l'époque). Lors des périodes d’activité du navigateur, le N pulsait, ce qui est à la source du mot throbber qui désigne l’indicateur d’activité en anglais (le mot anglais throb signifie pulsation).
Lors du dévoilement de son nouveau logo (un N en haut d'une colline), Netscape a organisé un concours pour trouver une animation pour le nouveau logo. L’animation gagnante (le N dans une pluie de météorites) était très connue et est presque devenue le symbole non officiel d'Internet. Depuis la montée en popularité d’Internet Explorer comme navigateur web, c’est maintenant le logo d’Internet Explorer (le gros e bleu) qui est devenu le symbole non officiel d’Internet. 
Initialement, les indicateurs d’activité étaient assez gros, mais, avec l’évolution des interfaces graphiques, leur taille a été réduite en même temps que la taille des autres boutons. L’utilité des indicateurs d’activité a diminué avec le temps, car la plupart des systèmes d'exploitation ont mis en place une forme de curseur de souris pour indiquer un travail en arrière-plan (par exemple, la flèche accompagnée d’un sablier pour Windows). Aujourd’hui, certains navigateurs n’utilisent plus d’indicateur d’activité. Même les navigateurs Web qui les utilisent, tels que Mozilla Firefox, présentent des images beaucoup moins élaborées que leurs prédécesseurs. 

### Le rouet
Un symbole commence à s’imposer comme image d’indicateur d’activité, c’est le rouet. Il ressemble à une aiguille qui fait rapidement le tour d’une horloge. Il a été créé par Apple pour Mac OS X, mais on le retrouve maintenant dans plusieurs applications par exemple : 
- les produits Apple (incluant le iPhone) ;
- l’encyclopédie Britannica ;
- le navigateur Opera ;
- le navigateur Mozilla Firefox ;
- le lecteur YouTube alors que la vidéo est en chargement en mémoire tampon.

Un rouet typique en animation.
Le rouet d'AJAX, utilisé notamment par MediaWiki.